# 仁義と抗争
『仁義と抗争』（じんぎとこうそう）は、1977年（昭和52年）8月27日に東映系で公開された日本映画である。94分。

## 概要
日活アクション作品で活躍した松尾の初の東映やくざ映画である。
沖縄やくざ戦争、北陸代理戦争に続いて作られたローカルやくざ映画である。
関東進出を企む関西最大の暴力団と、地元のヤクザと厄病神と恐れられる殺し屋の三つ巴の戦争を描く。

## 出演
- 海野伝吉（通称：殺し屋ババ伝）：松方弘樹
- 木野徳治：桜木健一
- 海野節子：松本留美
- 晶子：沢野火子
- 静香：ひろみ麻耶
- はるみ：あき竹城
- 若松和男：志賀勝
- 笹本義一：伊藤敏孝
- 金野富子：十勝花子
- 杉山市蔵 ：近藤宏
- 堂本：伊達三郎
- 森口参次：深江章喜
- 平田正敏：林彰太郎
- 伴野邦男：成瀬正
- 武田巌：西田良
- 永峰明夫：川浪公次郎
- 大石保：中村錦司
- 津川：秋山勝俊
- 白石孝雄：阿波地大輔
- 田島：高並功
- 柴田平助：丘路千
- 工場長：鈴木康弘
- 伊尻：白川浩二郎
- 宿主：蓑和田良太
- 芸者：富永佳代子、林三恵、星野美恵子
- 松原：笹木俊志
- 勝又：志茂山高也
- 中尾：鳥巣哲生
- 土屋：峰蘭太郎
- 桜井：藤沢徹夫
- 沢村賢一：司裕介
- 横内徹：松本泰郎
- 中西：勝野賢三
- 宮本：木谷邦臣
- 議員：島田秀雄
- 清水：平河正雄
- 関川の子分：友金敏雄、寺内文夫
- 顔役：畑中伶一
- ホステス：西田治子、館石鈴子
- 寿々江：本田エミ
- ホステス：浜加代子
- 形原登：土橋貴美
- 金野房次郎：長門裕之
- 内藤国雄：内藤国雄
- 笹本吉松：小池朝雄
- 関川勝也：宍戸錠
- 形原銀三：中村敦夫
- 以下ノンクレジット
- 記者：宮城幸生
- ボーイ：波多野博
- 関川の子分：小峰隆司
- 笹本の子分：福本清三
- ホルモン屋の客：有島淳平

## スタッフ
- 監督：松尾昭典
- 脚本：高田宏治、松田寛夫
- 企画：日下部五朗、松平乗道
- 音楽：玉木宏樹